# くずシャリ
くずシャリは、静岡県菊川市にある老舗和菓子店桜屋が販売している「溶けないアイス」の異名をとる菓子。かつて、読売テレビが日本テレビ系で全国放送している秘密のケンミンSHOWにおいて紹介された実績がある。

## 特徴
一見するとアイスキャンデーと同じであり、凍らせた状態にあってはアイスキャンデーとの見分けがつきにくいとされる。しかしながらアイスキャンデーと異なり、フルーツ果汁を混ぜた葛を成型し凍らせたものであるため、一般的なアイスキャンデーと異なり、溶けた場合でも液体にはならず、ゼリー状に変遷するのみであるという特徴を持つ。2014年10月23日放送の秘密のケンミンSHOWによれば、桜屋店主であった佐竹弘志が、凍ったゼリーをヒントに作ったのが、その起源であるという。
静岡朝日テレビのふるさと逸品堂の放送したところによれば、くずシャリは地元静岡産の果物や自家製の大豆、奈良県吉野地方産の葛で固めているという性質上、完全に凍った状態よりもやや溶けた状態で食べたほうが、シャリっとした食感とプルプルの食感を楽しむことができて良いという。特に冷凍庫から出して5～6分後が食べごろであるとされる。また、その製品の特性上、一度解けてもそのまま冷凍庫に入れて冷やしなおせば、またもとのアイスキャンデー状に戻り、そのようにした方が糖分も落ち着いてより美味しくなるとされる。
カロリーが通常のアイスキャンデーの約半分であり、かつその独特な食感と甘さが控えめであることから、本製品に魅せられる者も多いという。